# Arrothia gueneianum
Arrothia gueneianum är en fjärilsart som beskrevs av Pierre E.L. Viette 1954. Arrothia gueneianum ingår i släktet Arrothia och familjen nattflyn. Inga underarter finns listade i Catalogue of Life.